# Равенсбрюк
Равенсбрюќ, знаний ще як Жіноче Пекло — концентраційний табір, розташований біля однойменного села в місцевості Мекленбург, Північно-Східна Німеччина, та напроти озера Фюстенбурґ (у групі озер, оточених болотяними землями) кілометрів за 80 на північ від Берліна.
Табір Равенсбрюк засновано на початку війни в 1939 році. Відомий як «Концентраційний табір Равенсбрюк», він складався з головного та допоміжного таборів. Головний табір містив лише жінок: з дня його заснування до часу його звільнення радянськими військами тут було ув'язнено понад 123.000 жінок. В ньому перебувала велика кількість громадянок Франції, через що табір отримав поширену назву «Л'Енфер дес Фемм» (Жіноче Пекло). Весною 1941 року СС добудувало до нього менший за розмірами чоловічий табір.
Серед ув'язнених були і військовополонені, як, наприклад, радянські медсестри Червоного Хреста, захоплені на полі бою, але більшість — цивільні. Були й члени руху опору або примусові робітники, депортовані зі своїх батьківщин на роботи в Німеччину, чия виробнича віддача вважалася недостатньою. Усіх їх було ув'язнено без попереднього суду, а 90% з них походили з антинацистських країн-союзників.
Головний табір було побудовано з розрахунку на 6000 в'язнів, але з 1944 в Равенсбрюку ніколи не було менш ніж 12 000 полонених, а в січні 1945 їх кількість сягнула аж 36 000. Щонайменш 50 000 осіб загинуло в цьому таборі, безсумнівно тисячі зустріли свою смерть у процесі переселення до інших таборів. Головні причини смерті — недоїдання, перепрацювання, переюрблення, антисанітарія, хвороби, старість та зловживання в'язнями зі сторони штату табору.
За неперевіреними даними, щодня в таборі ліквідовували 50 в'язнів пострілом у потилицю[хто?], відтак убитих спалювали[хто?]. Ця процедура почалася з кінця 1944 року після рутинного візиту Гіммлера в Равенсбрюк. Командування табору отримало накази від Рейхсфюрера (керівника держави), що всіх в'язнів, які були хворими чи нездатними йти маршем, слід убити[джерело?]. Німці очікували щораз ближче насування радянських військ, та розробили план ліквідації усіх доказів злодіянь[джерело?], нищачи місцезнаходження таборів та забираючи із собою в'язнів. Одного дня два «експерти» з винищення прибули в Равенсбрюк: Шварцгубер та др. Вінкельманн. З їхнім прибуттям почалася організована різанина всіх тих, хто вважався нездатним до евакуації: таких жінок вибирали на спеціальних парадах — їм видавалися рожеві ідентифікаційні картки. Раніше картки цього кольору означали, що тим, кому їх дано, звільнено від важких робіт; ті ж самі картки згодом стали справжніми паспортами смерті: одержавши, жінки-пред'явники їх переводилися до прилягаючого Юґендляґеру (молодіжного табору) на страту. У реєстрах табору відмічено, що їх евакуйовано до Міттельверде, оздоровчого центру в Сілезії. Спочатку страчували[хто?] цих жінок пострілом у потилицю,[джерело?] — та вже після розстрілу кількох сотень таким чином командант вирішив, що «прогрес» занадто повільний, — і поспішно збудував[коли?] для них газову камеру в Молодіжному таборі[джерело?], проте ця інформація не доведена.
Допоміжний комендант, Шварцгубер, описав операцію в газовій камері такими словами:
«Я відвідав одне газування: 150 жінок одночасно заганяли в газову камеру для дезинфекції. Гауптсгарфюрер Молл наказав жінкам роздягнутися, адже ж їх треба було позбавити вошей. Тоді жінок забрали в газову камеру і замкнули двері. В'язень-чоловік виліз на дах та кинув газовий балончик у камеру через трап, який він відразу ж закрив. Я міг чути стогнання і хникання всередині. Після двох-трьох хвилин усе замовкло. Чи жінки були мертвими чи непритомними — я не міг сказати, оскільки не був присутнім, коли камеру прибирали».

## В'язні

### Відомі в'язні
Коррі тен Бом (нідерландська християнська письменниця, праведниця світу)Коррі тен Боом

## Світлини

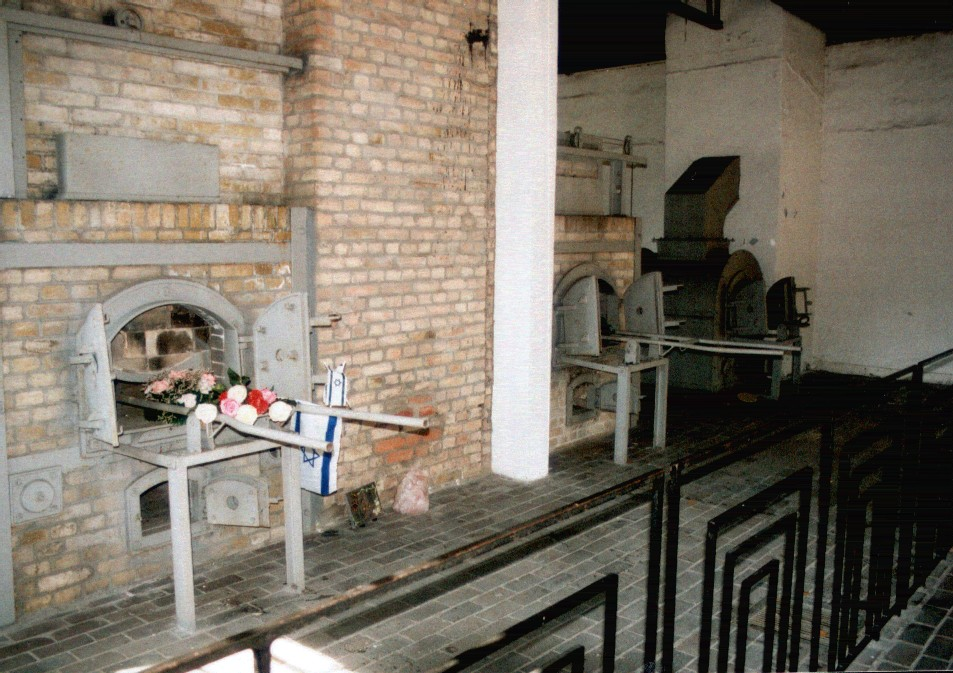
Крематорій — спалювальна піч у концтаборі Равенсбрюк
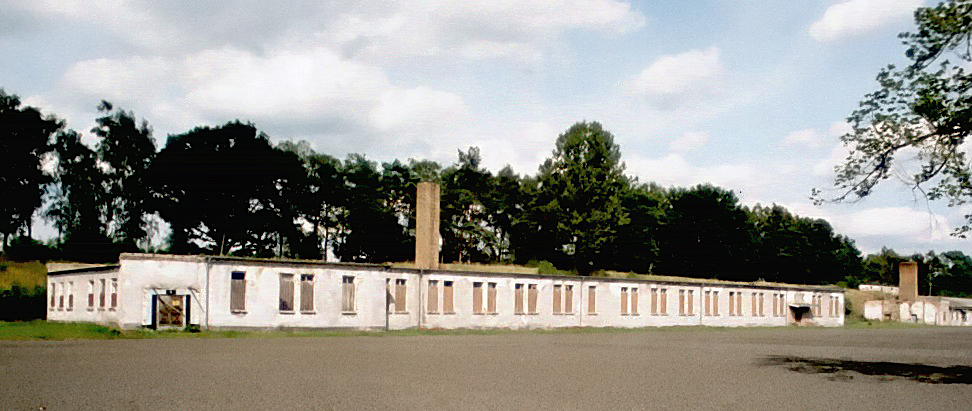
Табірні бараки нині

## Джерело
- Lord Russel of Liverpool (Книга видана багаторазово в 1954—1967 роках). The Scourge of Swastika. A short history of Nazi War Crimes illustrated (англ.). London: Corgi Books. с. 168—196.